# Neoreticulum trispinosum
Neoreticulum trispinosum är en insektsart som beskrevs av Dai och Zhang 2008. Neoreticulum trispinosum ingår i släktet Neoreticulum och familjen dvärgstritar. Inga underarter finns listade i Catalogue of Life.